# Water-polo aux Jeux olympiques d'été de 2012
Pour des articles plus généraux, voir Jeux olympiques d'été de 2012 et Water-polo aux Jeux olympiques.
Navigation
Pékin 2008 Rio de Janeiro 2016
Les tournois féminins et masculins de water-polo aux Jeux olympiques d'été de 2012 ont lieu pendant les épreuves olympiques à la Water Polo Arena de Londres, au Royaume-Uni.
Douze équipes participent au vingt-sixième tournoi olympique masculin, tandis que huit équipes participent à la quatrième édition du tournoi féminin.

## Site
Les deux tournois de water-polo sont joués dans la Water Polo Arena, une structure temporaire construite le long de l’Aquatics Centre, site des autres épreuves de sports aquatiques en piscine. L'Arena comprend un bassin de compétition et une piscine d’échauffement. Le premier est bordé de deux tribunes latérales.

## Qualifications
En novembre 2010, la Fédération internationale de natation a déterminé les compétitions offrant des places qualificatives aux Jeux olympiques d'été de 2012. En cas de renoncement aux places qualificatives, celles-ci sont réattribuées selon le classement des tournois olympiques de qualification d'avril 2012. Cette règle est appliquée à la confédération africaine puisqu'en janvier 2012 la FINA constate qu'il ne peut y avoir de tournoi africain de qualification.
Les équipes de Grande-Bretagne représentent le continent européen en tant que pays hôte.

### Tournoi masculin
Douze équipes participent au tournoi olympique. Le tirage au sort du tournoi se fera le 5 mai 2012 à l'Aquatics Centre de Londres : les deux équipes tête de série sont l'Italie et la Serbie (les autres chapeaux sont composés des paires suivantes : Croatie et Hongrie ; États-Unis et Australie ; Roumanie et Kazakhstan ; Monténégro et Espagne ; et enfin Grèce et Royaume-Uni).
| Compétition                        | Date                  | Lieu                  | Nombre de places | Qualifiés                         |
| ---------------------------------- | --------------------- | --------------------- | ---------------- | --------------------------------- |
| Pays organisateur                  | –                     | –                     | 1                | Grande-Bretagne                   |
| Ligue mondiale 2011                | 21 au 26 juin 2011    | Florence (Italie)     | 1                | Serbie                            |
| Championnats du monde 2011         | 16 au 31 juillet 2011 | Shanghai (Chine)      | 3                | Italie Croatie Hongrie            |
| Jeux panaméricains de 2011         | 23 au 29 octobre 2011 | Guadalajara (Mexique) | 1                | États-Unis                        |
| Tournoi asiatique de qualification | 25 au 27 janvier 2012 | Chiba (Japon)         | 1                | Kazakhstan                        |
| Océanie                            | –                     | –                     | 1                | Australie                         |
| Tournoi africain de qualification  | annulé                | annulé                | 1 0              | -                                 |
| Tournoi de qualification olympique | 1er au 8 avril 2012   | Edmonton (Canada)     | 3+1              | Monténégro Espagne Grèce Roumanie |
| Total                              |                       |                       | 12               |                                   |

### Tournoi féminin
Huit équipes féminines participent au tournoi olympique. Les deux équipes têtes de série pour le tirage au sort du 5 mai 2012 à l'Olympic Aquatics Centre, sont l'Espagne et l'Italie.
| Compétition                        | Date                  | Lieu                  | Nombre de places | Qualifiés                     |
| ---------------------------------- | --------------------- | --------------------- | ---------------- | ----------------------------- |
| Pays organisateur                  | –                     | –                     | 1                | Grande-Bretagne               |
| Jeux panaméricains de 2011         | 23 au 28 octobre 2011 | Guadalajara (Mexique) | 1                | États-Unis                    |
| Tournoi asiatique de qualification | 24 au 26 janvier 2012 | Chiba (Japon)         | 1                | Chine                         |
| Océanie                            | –                     | –                     | 1                | Australie                     |
| Tournoi africain de qualification  | annulé                | annulé                | 1 0              | -                             |
| Tournoi de qualification olympique | 15 au 22 avril 2012   | Trieste (Italie)      | 3+1              | Espagne Italie Russie Hongrie |
| Total                              |                       |                       | 8                |                               |

## Tournoi olympique masculin
Le tirage au sort a lieu le 5 mai 2012 à la Water Polo Arena.

### Tour préliminaire
| Groupe A   | Groupe B        |
| ---------- | --------------- |
| Croatie    | Serbie          |
| Italie     | Monténégro      |
| Espagne    | Hongrie         |
| Australie  | États-Unis      |
| Grèce      | Roumanie        |
| Kazakhstan | Grande-Bretagne |

### Phase finale
|  | Quarts de finale | Quarts de finale |            |            | Demi-finales           | Demi-finales           |   |  | Finale  | Finale  |
|  | Quarts de finale | Quarts de finale |            |            | Demi-finales           | Demi-finales           |   |  | Finale  | Finale  |
|  |                  |                  |            |            |                        |                        |   |  |         |         |
|  | 8 août           | 8 août           |            |            | 10 août                | 10 août                |   |  | 12 août | 12 août |
|  | 8 août           | 8 août           |            |            | 10 août                | 10 août                |   |  | 12 août | 12 août |
|  | Italie           | 11               |            |            | 10 août                | 10 août                |   |  | 12 août | 12 août |
|  | Italie           | 11               |            |            | 10 août                | 10 août                |   |  | 12 août | 12 août |
|  | Hongrie          | 9                |            |            | 10 août                | 10 août                |   |  | 12 août | 12 août |
|  | Hongrie          | 9                | Italie     | 9          |                        |                        |   |  | 12 août | 12 août |
|  | 8 août           |                  | Italie     | 9          |                        |                        |   |  | 12 août | 12 août |
|  |                  | Serbie           | 7          |            |                        |                        |   |  | 12 août | 12 août |
|  | Serbie           | Serbie           | 7          | 11         |                        |                        |   |  | 12 août | 12 août |
|  | Serbie           |                  |            | 11         |                        |                        |   |  | 12 août | 12 août |
|  | Australie        | 8                |            |            |                        |                        |   |  | 12 août | 12 août |
|  | Australie        | 8                | Croatie    | 8          |                        |                        |   |  |         |         |
|  | 8 août           |                  | Croatie    | 8          |                        |                        |   |  |         |         |
|  |                  | Italie           | 6          |            |                        |                        |   |  |         |         |
|  | Monténégro       | Italie           | 6          | 11         |                        |                        |   |  |         |         |
|  | Monténégro       | 10 août          |            | 11         |                        |                        |   |  |         |         |
|  | Espagne          | 9                |            |            |                        |                        |   |  |         |         |
|  | Espagne          | 9                | Monténégro | 5          |                        |                        |   |  |         |         |
|  | 8 août           | 8 août           | Monténégro | 5          | Match pour la 3e place | Match pour la 3e place |   |  |         |         |
|  | 8 août           | 8 août           |            | Croatie    | Match pour la 3e place | Match pour la 3e place | 7 |  |         |         |
|  | Croatie          | 8                | 12 août    | 12 août    |                        |                        | 7 |  |         |         |
|  | Croatie          | 8                | 12 août    | 12 août    |                        |                        |   |  |         |         |
|  | États-Unis       | 2                |            | Monténégro | 11                     |                        |   |  |         |         |
|  | États-Unis       | 2                |            | Monténégro | 11                     |                        |   |  |         |         |
|  |                  |                  |            |            |                        |                        |   |  | Serbie  | 12      |
|  |                  |                  |            |            |                        |                        |   |  | Serbie  | 12      |

### Classement final
| Place                               | Équipe          | Résultat           |
| ----------------------------------- | --------------- | ------------------ |
| Médaille d'or, Jeux olympiques      | Croatie         | Médaille d'or      |
| Médaille d'argent, Jeux olympiques  | Italie          | Médaille d'argent  |
| Médaille de bronze, Jeux olympiques | Serbie          | Médaille de bronze |
| 4                                   | Monténégro      |                    |
| 5                                   | Hongrie         |                    |
| 6                                   | Espagne         |                    |
| 7                                   | Australie       |                    |
| 8                                   | États-Unis      |                    |
| 9                                   | Grèce           |                    |
| 10                                  | Roumanie        |                    |
| 11                                  | Kazakhstan      |                    |
| 12                                  | Grande-Bretagne |                    |

## Tournoi olympique féminin
Le tirage au sort a lieu le 5 mai 2012 à la Water Polo Arena.

### Tour préliminaire
| Groupe A   | Groupe B        |
| ---------- | --------------- |
| Espagne    | Australie       |
| États-Unis | Russie          |
| Hongrie    | Italie          |
| Chine      | Grande-Bretagne |

### Phase finale
|  | Quarts de finale | Quarts de finale |            |           | Demi-finales           | Demi-finales           |    |  | Finale  | Finale |
|  | Quarts de finale | Quarts de finale |            |           | Demi-finales           | Demi-finales           |    |  | Finale  | Finale |
|  |                  |                  |            |           |                        |                        |    |  |         |        |
|  | 5 août           | 5 août           |            |           | 7 août                 | 7 août                 |    |  | 9 août  | 9 août |
|  | 5 août           | 5 août           |            |           | 7 août                 | 7 août                 |    |  | 9 août  | 9 août |
|  | États-Unis       | 9                |            |           | 7 août                 | 7 août                 |    |  | 9 août  | 9 août |
|  | États-Unis       | 9                |            |           | 7 août                 | 7 août                 |    |  | 9 août  | 9 août |
|  | Italie           | 6                |            |           | 7 août                 | 7 août                 |    |  | 9 août  | 9 août |
|  | Italie           | 6                | États-Unis | 11 (ap)   |                        |                        |    |  | 9 août  | 9 août |
|  | 5 août           |                  | États-Unis | 11 (ap)   |                        |                        |    |  | 9 août  | 9 août |
|  |                  | Australie        | 9          |           |                        |                        |    |  | 9 août  | 9 août |
|  | Australie        | Australie        | 9          | 16 (4)    |                        |                        |    |  | 9 août  | 9 août |
|  | Australie        |                  |            | 16 (4)    |                        |                        |    |  | 9 août  | 9 août |
|  | Chine            | 16 (2)           |            |           |                        |                        |    |  | 9 août  | 9 août |
|  | Chine            | 16 (2)           | États-Unis | 8         |                        |                        |    |  |         |        |
|  | 5 août           |                  | États-Unis | 8         |                        |                        |    |  |         |        |
|  |                  | Espagne          | 5          |           |                        |                        |    |  |         |        |
|  | Russie           | Espagne          | 5          | 10        |                        |                        |    |  |         |        |
|  | Russie           | 7 août           |            | 10        |                        |                        |    |  |         |        |
|  | Hongrie          | 11               |            |           |                        |                        |    |  |         |        |
|  | Hongrie          | 11               | Hongrie    | 9         |                        |                        |    |  |         |        |
|  | 5 août           | 5 août           | Hongrie    | 9         | Match pour la 3e place | Match pour la 3e place |    |  |         |        |
|  | 5 août           | 5 août           |            | Espagne   | Match pour la 3e place | Match pour la 3e place | 10 |  |         |        |
|  | Espagne          | 9                | 9 août     | 9 août    |                        |                        | 10 |  |         |        |
|  | Espagne          | 9                | 9 août     | 9 août    |                        |                        |    |  |         |        |
|  | Grande-Bretagne  | 7                |            | Australie | 13 (ap)                |                        |    |  |         |        |
|  | Grande-Bretagne  | 7                |            | Australie | 13 (ap)                |                        |    |  |         |        |
|  |                  |                  |            |           |                        |                        |    |  | Hongrie | 11     |
|  |                  |                  |            |           |                        |                        |    |  | Hongrie | 11     |

### Classement final
| Place              | Équipe          | Résultat           |
| ------------------ | --------------- | ------------------ |
| Médaille d'or      | États-Unis      | Médaille d'or      |
| Médaille d'argent  | Espagne         | Médaille d'argent  |
| Médaille de bronze | Australie       | Médaille de bronze |
| 4                  | Hongrie         |                    |
| 5                  | Chine           |                    |
| 6                  | Russie          |                    |
| 7                  | Italie          |                    |
| 8                  | Grande-Bretagne |                    |

## Résultats

### Podiums
| Épreuves         | Or | Argent | Bronze |
| ---------------- | --- | --- | --- |
| Tournoi masculin | Croatie Josip Pavić Damir Burić Miho Bošković Nikša Dobud Maro Joković Petar Muslim Ivan Buljubašić Andro Bušlje Sandro Sukno Samir Barač Igor Hinić Paulo Obradović Frano Vićan                          | Italie Stefano Tempesti Amaurys Pérez Niccolò Gitto Pietro Figlioli Alex Giorgetti Maurizio Felugo Massimo Giacoppo Valentino Gallo Christian Presciutti Deni Fiorentini Matteo Aicardi Danijel Premuš Giacomo Pastorino | Serbie Slobodan Soro Aleksa Šaponjić Živko Gocić Vanja Udovičić Dušan Mandić Duško Pijetlović Slobodan Nikić Milan Aleksić Nikola Rađen Filip Filipović Andrija Prlainović Stefan Mitrović Gojko Pijetlović   |
| Tournoi féminin  | États-Unis Elizabeth Armstrong Heather Petri Melissa Seidemann Brenda Villa Lauren Wenger Maggie Steffens Courtney Mathewson Jessica Steffens Elsie Windes Kelly Rulon Annika Dries Kami Craig Tumua Anae | Espagne Laura Ester Marta Bach Anna Espar Roser Tarragó Matilde Ortiz Jennifer Pareja Lorena Miranda María del Pilar Peña Andrea Blas Ona Meseguer María García Godoy Laura López Ana Copado                             | Australie Victoria Brown Gemma Beadsworth Sophie Smith Holly Lincoln-Smith Jane Moran Bronwen Knox Rowena Webster Kate Gynther Glencora Ralph Ashleigh Southern Melissa Rippon Nicola Zagame Alicia McCormack |

### Tableau des médailles
| Rang  | Nation     | Or | Argent | Bronze | Total |
| ----- | ---------- | -- | ------ | ------ | ----- |
| 1     | Croatie    | 1  | 0      | 0      | 1     |
| 1     | États-Unis | 1  | 0      | 0      | 1     |
| 3     | Italie     | 0  | 1      | 0      | 1     |
| 3     | Espagne    | 0  | 1      | 0      | 1     |
| 5     | Australie  | 0  | 0      | 1      | 1     |
| 5     | Serbie     | 0  | 0      | 1      | 1     |
| Total | Total      | 2  | 2      | 2      | 6     |